# Zuidlaarderbol
Een Zuidlaarderbol is een groot rond brood van deeg van roggemeel waarin rozijnen en krenten verwerkt zijn.
Grote rozijnen-krentenbollen zijn in en rond Zuidlaren in de loop van de twintigste eeuw door lokale bakkers opgewaardeerd tot zogenaamde Echte Zuidlaarderbol.
De stevige broodsoort is zeer voedzaam en wordt aangeprezen als 'ideaal voedsel voor boeren, burgers en paardenlui' die in Zuidlaren naar de paardenmarkt komen. De bol wordt in grote hoeveelheden gebakken tijdens de grote Zuidlaardermarkt in oktober.